# جائزة سنغافورة الكبرى 2018
جائزة سنغافورة الكبرى 2018 هو سباق فورمولا 1 أقيم بتاريخ 16 سبتمبر 2018 في حلبة شارع مارينا باي، سنغافورة. كان الخامس عشر من أصل 21 في بطولة العالم لسباقات الفورمولا واحد موسم 2018. حلّ البريطاني لويس هاملتون أولا بينما جاء الهولندي ماكس فيرستابين في المركز الثاني وحصل على المركز الثالث الألماني سباستيان فيتل.

## الترتيب النهائي
|         | الترتيب | السائق         | النقاط |
| ------- | ------- | -------------- | ------ |
|         | 1       | لويس هاملتون   | 281    |
|         | 2       | سباستيان فيتل  | 241    |
|         | 3       | كيمي رايكونن   | 174    |
|         | 4       | فالتيري بوتاس  | 171    |
|         | 5       | ماكس فيرستابين | 148    |
| المصدر: |         |                |        |